# 서윤홍
서윤홍(1928년 ~ 2018년)은 1979년 4월 16일부터 1980년 8월까지 대법원 판사를 지낸 법조인이다. 서윤홍의 친형 서윤학과 아들인 서동우가 변호사이다.

## 생애
경상북도 청도군 출신으로 경북대학교 사대 사회학과(現 사범대학 일반사회교육과) 3학년에 재학중인 1956년 제2회 고등고시 사법과와 고등고시 행정과의 양과(兩科) 모두에 수석 합격하여 1956년 부산지방법원 판사에 임용되어 주로 부산과 대구 등 지방에서 민사부를 중심으로 재직하다가 1974년 전주지방법원장, 대전지방법원장, 대구지방법원장을 거쳐 1979년 4월 16일부터 1980년 8월에 대법원 판사를 지냈다. 1971년 대구고등법원 부장판사로 재직할 때 법관의 자성을 촉구하는 법관 정풍운동을 제창했으며 고시 출신으로는 최초의 대법관 판사이면서 지방에서만 법관생활하다 발탁된 것으로는 이일규에 이어 2번째인 대법원 판사이다. 대법원 판사에 재직 중이던 1977년 2월 8일에 정부에 의해 경상북도 선거관리위원회 회원장에 임명되었다. 김재규에 대해 "내란목적 살인을 인정할 수 없다"며 소수의견을 냈다가 신군부의 압력으로 대법원 판사직을 사퇴하고 대구광역시에서 변호사 활동을 했다. 이후 대통령 비서관과 1988년 9대 감사원장을 지냈다. <서증의 진정성립과 증명력> 등 다수의 연구논문이 있으며 아들인 서동우가 제26회 사법시험에서 수석 합격하고 사법연수원 16기를 수석 졸업하고도 법관이 되지 않고 법무법인 태평양 설립 초기에 합류한 것에 반대하여 집에서 쫓아내기도 했다.
대구고등법원 부장판사로 재직하던 1973년에 대한민국 최초의 공해 문제를 이유로 한 손해배상 청구사건인 영남화학을 상대로 낸 손해배상청구사건 항소심을 맡아 경제발전에 기여할지라도 유해가스 분출은 적법하지 못하다는 이유로 영남화학에 책임을 인정하는 판결을 했다.